# Nhịn ăn gián đoạn
Nhịn ăn gián đoạn, còn được gọi là hạn chế năng lượng gián đoạn, là bất kỳ lịch trình thời gian bữa ăn nào khác nhau xoay vòng giữa nhịn ăn tự nguyện (hoặc giảm lượng calo nạp vào) và không nhịn ăn trong một khoảng thời gian nhất định. Các phương pháp nhịn ăn gián đoạn bao gồm nhịn ăn xen kẽ ngày, nhịn ăn định kỳ và cho ăn có giới hạn thời gian hàng ngày. Nhịn ăn gián đoạn có thể có tác dụng tương tự như chế độ ăn kiêng hạn chế calo, và đã được nghiên cứu trong những năm gần đây như một cách thực hành để có thể giảm nguy cơ mắc các bệnh liên quan đến chế độ ăn uống, chẳng hạn như hội chứng chuyển hóa. Hiệp hội Tim mạch Hoa Kỳ tuyên bố rằng nhịn ăn không liên tục có thể giúp giảm cân, giảm đề kháng insulin và giảm nguy cơ mắc các bệnh về tim mạch, mặc dù tính bền vững lâu dài của nó vẫn chưa được biết rõ. Một đánh giá năm 2019 kết luận rằng nhịn ăn gián đoạn có thể giúp chống béo phì, kháng insulin, rối loạn lipid máu, tăng huyết áp và viêm. Một đánh giá năm 2022 chỉ ra rằng nhịn ăn gián đoạn nói chung là an toàn. Tác động có hại của việc nhịn ăn không liên tục vẫn chưa được nghiên cứu toàn diện, khiến một số học giả chỉ ra nguy cơ của nó như một kiểu ăn kiêng. Viện Quốc gia Hoa Kỳ về Lão hóa tuyên bố rằng không có đủ bằng chứng để khuyến nghị nhịn ăn gián đoạn và khuyến khích nói chuyện với nhà cung cấp dịch vụ chăm sóc sức khỏe của một người về những lợi ích và rủi ro trước khi thực hiện bất kỳ thay đổi đáng kể nào đối với cách ăn uống của một người. Ăn chay tồn tại trong nhiều thực hành tôn giáo khác nhau, bao gồm Phật giáo, Cơ đốc giáo, Ấn Độ giáo, Hồi giáo, Kỳ Na giáo và Do Thái giáo.